# Ron Kirk

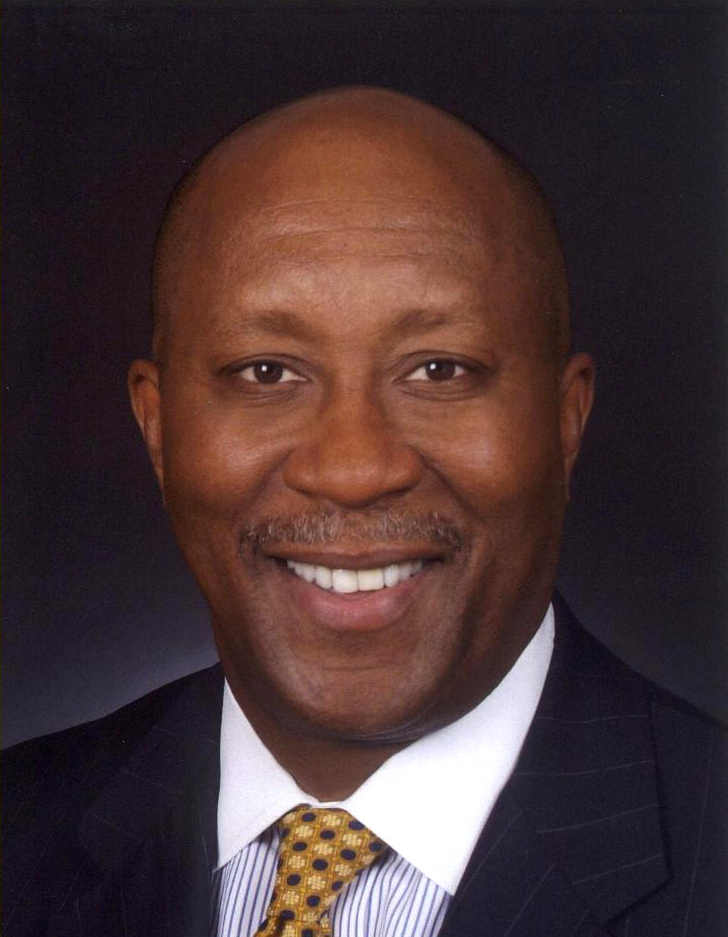
Ron Kirk

Ronald „Ron“ O. Kirk (* 27. Juni 1954 in Houston, Texas) ist ein US-amerikanischer Politiker (Demokratische Partei) und Jurist.
Kirk ist der Sohn des ersten afroamerikanischen Postbeamten von Austin. Er erlangte 1976 am Austin College den Grad Bachelor und 1979 den Titel Juris Doctor der University of Texas. Nach der Beendigung seines Studiums ging Kirk nach Washington, um im Büro des US-Senators Lloyd Bentsen zu arbeiten. Später folgten öffentliche Stellen in Austin und eine Karriere als privater Anwalt. Ab 1994 arbeitete er wieder im öffentlichen Dienst, da er von der damaligen Gouverneurin Ann Richards zum texanischen Secretary of State ernannt wurde.
1995 bewarb er sich für den Bürgermeisterposten von Dallas. Kirk gewann die Wahl mit knapp 62 % der Stimmen und wurde somit zum ersten dunkelhäutigen Bürgermeister der Stadt. 1999 wurde er mit 74 % der Stimmen wiedergewählt. Im November 2001 legte er das Bürgermeisteramt nieder, um sich als demokratischer Kandidat für den Senat zur Wahl zu stellen. Diese Wahl verlor er jedoch gegen den republikanischen Kandidaten John Cornyn. Im Wahlkampf um den Senatsposten stellte Kirk sich als ein Kandidat der Mitte dar, indem er äußerte, dass er im Kongress die Initiativen des damaligen Präsidenten George W. Bush unterstützen würde. Bush war zuvor texanischer Gouverneur und erfreute sich einer großen Beliebtheit in der texanischen Wählerschaft.
Der designierte Präsident Barack Obama machte am 19. Dezember 2008 in einer Pressekonferenz Kirk zu seinem Kandidaten für das Amt des Handelsvertreters der Vereinigten Staaten. Susan Schwab, die vorher dieses Amt bekleidet hatte, nannte Kirk „eine hervorragende Wahl“.
Kirk wurde mit 92 Ja- und 5 Neinstimmen ins Amts gewählt. Kirk amtierte als 16. Handelsvertreter der Vereinigten Staaten vom 18. März 2009 bis 15. März 2013.
Im Januar 2013 kündigte er seinen Rücktritt an; Michael Froman wurde im Juni sein Amtsnachfolger.
Kirk unterstützt den NAFTA-Vertrag und eine Normalisierung der Handelsbeziehungen zu China. Zudem sprach er sich gegen einen amerikanischen Protektionismus aus. Im Zusammenhang mit seiner Nominierung zum Handelsvertreter der Vereinigten Staaten musste er auch seine Einkünfte aus Lobby-Arbeit offenlegen.
Kirk ist Partner der Anwaltskanzlei Vinson & Elkins. Er gilt als Freund Barack Obamas und half als Fundraiser bei dessen Wahlkampf-Kampagne. Kirk ist mit Matrice Ellis-Kirk verheiratet und hat zwei Töchter, Elizabeth Alexandria und Catherine Victoria. Er unterstützte den Aufbau der U.S. Public Service Academy.
Kirk wurde 2021 in die American Academy of Arts and Sciences gewählt.